# Padiglione Italia di Expo 2020
Il Padiglione Italia di Expo 2020 Dubai è stata la struttura espositiva allestita dall'Italia a Expo 2020, su progetto architettonico di Carlo Ratti, Italo Rota, Matteo Gatto e F&M Ingegneria. Il tema della partecipazione italiana è «La bellezza che unisce le persone».
La costruzione dell'edificio ha avuto inizio il 26 novembre 2019. Il progetto dell'architettura del padiglione è di natura circolare e sostenibile, costruito con elementi di recupero che possono poi essere riutilizzati. Il tetto è composto da tre scafi di navi, mentre altri elementi naturali e riciclati come bucce d’arancia, funghi, fondi di caffè, plastica raccolta dall'oceano verranno impiegati come materiali di costruzione innovativi e sostenibili.